# Bodour Al Qasimi
Bodour Al Qasimi (Emirat de Xarjah, 1978) és una arqueòloga, antropòloga i autora de l'emirat de Xarjah, fundadora i directora executiva (CEO, de l'anglès Chief Executive Officer) del Grup Editorial Kalimat i de la Fundació Kalimat, a més d'ocupar diversos alts càrrecs en el Govern de l'Emirat relacionats amb la cultura, la ciència i l'educació. Forbes va incloure-la en el tercer lloc en la seva llista de les 20 principals dones àrabs en institucions governamentals (exclosos ministeris i parlaments).
Bodur Al Qasimi va graduar-se en arqueologia i antropologia a la Universitat de Cambridge i va cursar un màster en antropologia mèdica al University College London.
És presidenta de la Universitat Americana de Sharjah, del Parc de Recerca, Tecnologia i Innovació de Sharjah (SRTIP), de l'Autoritat d'Inversió i Desenvolupament de Sharjah, i del Centre d'Emprenedoria de Sharjah (Sheraa).
Fundadora i directora executiva de la Fundació Kalimat,[6] i fundadora de Kalimat. Presideix l'Autoritat del Llibre de Sharjah i és fundadora de l'Associació d'Editors dels Emirats i de la Junta de Llibres per a Joves dels Emirats Àrabs Units. Has presidit també l'Associació Internacional d'Editors.
El seu llibre La casa de la saviesa (الحكمة , amb il·lustracions de Majid Zakeri Younesi) va guanyar el premi BolognaRagazzi 2025 a obres de ficció que atorga anualment la Fira Internacional del llibre Infantil de Bolonya.